# Спира, Юэль
Юэль Спира (швед. Joel Spira; род. 18 июля 1981, Стокгольм) – шведский киноактёр.
Окончил Театральный институт в Мальмё.

## Фильмография
- Travemünde Trelleborg (2009)
- Шальные деньги (Snabba cash, 2010)
- Människor helt utan betydelse (2011)
- Bibliotekstjuven (2011) – трёхсерийный фильм
- 1790 год (Anno 1790, 2011) – телесериал
- Шальные деньги: Стокгольмский нуар (Snabba cash II, 2012)
- Liv, lust & längtan (2012) – телесериал
- Solsidan (2012) – телесериал
- Indrivaren (2012) – телесериал
- Hinsehäxan (2012) – телесериал
- Farliga drömmar (2013) – телесериал
- Tjockare än vatten (2014) – телесериал